# Parkstads distrikt
Parkstad (fi. Puistola) är ett distrikt och ett delområde i Storskog i Helsingfors stad.
Stadsdelar inom distriktet är Storskog (utan Jakobacka) och delområde Stapelstaden. (Bakom dessa länkar finns mera detaljerad information).